# Liste des Premiers ministres de la Corée du Nord
Le Premier ministre de la Corée du Nord est le chef du gouvernement de la Corée du Nord. Tous les Premiers ministres ont fait partie du Parti du travail de Corée, le parti le plus important du pays. 
Avant d’être premier ministre en 1988, Yon Hyong-muk a fortement participé au développement des zones économiques spéciales nord-coréennes. 
La création du premier cabinet en 1998 creusa le clivage entre les réformistes et la vieille garde idéologique. L’option réformiste fut confirmée par la nomination de Pak Pong-ju (faisant partie des économistes de l’« École de Prague »), qui appliqua des « ajustements économiques ».

## Liste des Premiers ministres de la Corée du Nord depuis 1948
| #                                | Nom                | Nom           | Nom     | Nom    | Parti            | Parti | Mandat           | Mandat           |
| #                                | Romanisation       | Romanisation  | Hangeul | Hanja  | Parti            | Parti | Mandat           | Mandat           |
| -------------------------------- | ------------------ | ------------- | ------- | ------ | ---------------- | ----- | ---------------- | ---------------- |
| Premier ministre du Cabinet      |                    |               |         |        |                  |       |                  |                  |
| 1                                |                    | Kim Il-sung   | 김일성  | 金日成 |                  | PTC   | 9 septembre 1948 | 28 décembre 1972 |
| Premier du Conseil des Ministres |                    |               |         |        |                  |       |                  |                  |
| 2                                |                    | Kim Il        | 김일    | 金一   |                  | PTC   | 28 décembre 1972 | 29 avril 1976    |
| 3                                |                    | Pak Sung-chul | 박성철  | 朴成哲 |                  | PTC   | 19 avril 1976    | 16 décembre 1977 |
| 4                                |                    | Li Jong-ok    | 리종옥  | 李鍾玉 |                  | PTC   | 16 décembre 1977 | 27 janvier 1984  |
| 5                                |                    | Kang Song-san | 강성산  | 姜成山 |                  | PTC   | 27 janvier 1984  | 29 décembre 1986 |
| 6                                |                    | Li Gun-mo     | 이근모  | 李根模 |                  | PTC   | 29 décembre 1986 | 12 décembre 1988 |
| 7                                |                    | Yon Hyong-muk | 연형묵  | 延亨默 |                  | PTC   | 12 décembre 1988 | 11 décembre 1992 |
| 8                                |                    | Kang Song-san | 강성산  | 姜成山 |                  | PTC   | 11 décembre 1992 | 21 février 1997  |
| 9                                |                    | Hong Song-nam | 홍성남  | 洪成南 |                  | PTC   | 21 février 1997  | 5 septembre 1998 |
| 9                                | Premier du Cabinet | Hong Song-nam | 홍성남  | 洪成南 |                  | PTC   |                  |                  |
| 9                                | 5 septembre 1998   | Hong Song-nam | 홍성남  | 洪成南 | 3 septembre 2003 | PTC   |                  |                  |
| 10                               |                    | Pak Pong-ju   | 박봉주  | 朴鳳柱 |                  | PTC   | 3 septembre 2003 | 11 avril 2007    |
| 11                               |                    | Kim Yong-il   | 김영일  | 金英日 |                  | PTC   | 11 avril 2007    | 7 juin 2010      |
| 12                               |                    | Choe Yong-rim | 최영림  | 崔永林 |                  | PTC   | 7 juin 2010      | 1er avril 2013   |
| 13                               |                    | Pak Pong-ju   | 박봉주  | 朴鳳柱 |                  | PTC   | 1er avril 2013   | 11 avril 2019    |
| 14                               |                    | Kim Jae-ryong | 김재룡  | 金才龍 |                  | PTC   | 11 avril 2019    | 13 août 2020     |
| 15                               |                    | Kim Tok-hun   | 김덕훈  | 金德訓 |                  | PTC   | 13 août 2020     | 29 décembre 2024 |
| 16                               |                    | Pak Thae-song | 박태성  | 朴泰成 |                  | PTC   | 29 décembre 2024 | en fonction      |